# Champagne Bricout

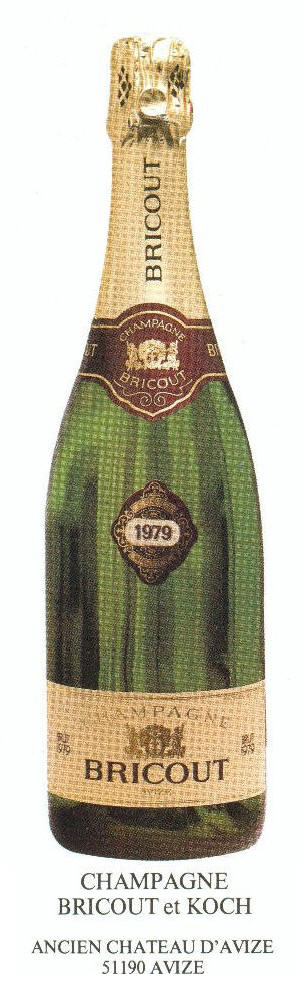
Fles Champagne Bricout

Champagne Bricout was een champagnehuis dat in 1966 in Avize werd opgericht. Het was een dochteronderneming van Kupferberg Sekt en produceerde in 1998 3 miljoen flessen champagne.
Martin Financial heeft het bedrijf in 1998 overgenomen maar vanwege financiële problemen in 2003 weer doorverkocht aan de financiële holding U.S.-Luxemburg Opson Schneider. Opson Schneider vroeg later faillissement aan.
Het faillissement leidde tot een schandaal en tot strafrechtelijke vervolging van de voor het faillissement verantwoordelijke managers en de schorsing van de accountant.
Na de liquidatie van de activa van Pierre Martin namen LVMH, en Vranken-Pommery Monopole ieder een deel van de 400 hectare wijngaard waarvan 200 hectare in Bricout en Avize in gebruik. Vranken ging champagne verkopen onder het etiket Champagne Bricout met daaronder de mededeling dat het bedrijf in 1820 in Avize werd opgericht. Sinds 2012 mag dat laatste niet meer op de etiketten staan.
De kelders van Bricout zijn door Jacques Selosse overgenomen.
Flessen champagne met het etiket "Champagne Bricout Avize" worden in supermarkten verkocht. Van een champagnehuis 
met die naam kan niet langer worden gesproken. Alleen de naam, eigendom van Lafitte, is overgebleven. De champagne komt, ondanks de vermelding op het etiket, niet uit Avize maar uit Tours-sur-Marne.